# 埼玉県立春日部工業高等学校
埼玉県立春日部工業高等学校（さいたまけんりつ かすかべこうぎょうこうとうがっこう）は、埼玉県春日部市にある公立の高等学校である。男女共学。
愛称は「春工」（はるこう）。「かすこう」というと埼玉県立春日部高等学校と間違えられるため、それとの区別という意味合いがある（春日部高等学校が旧制「粕壁」（かすかべ）中学校から続く高校であるのに対し、同校は「春日部市」成立後に開校したため）。

## 設置学科
- 機械科
- 電気科
- 建築科

## 沿革
（沿革節の主要な出典は公式サイト）
- 1964年（昭和39年）
  - 4月1日 埼玉県学校設置条例により男子校として設置。
  - 4月15日 開校記念日
- 1965年（昭和40年）11月12日 校章を制定。
- 1976年（昭和51年）3月15日 食堂竣工。
- 1991年（平成3年）4月1日 埼玉県高等学校通則の一部を改正する規則により、初の女子生徒が入学、男女共学となる。
- 2014年（平成26年）4月1日 女子制服改定。

## 最寄駅
- 北春日部駅すぐ

## 制服
- 男性：一般的な金ボタン5個の黒詰襟学生服（標準学生服）。男子校時代から継続中。
- 女性：グレーのブレザー・白ブラウスにえんじ色のリボン・薄グレーのスカート。2014年度入学生から紺のブレザー・白カッターシャツに縞模様のリボン・チェック柄のスカートに改定。

## 資格取得
多くの生徒が進路に適した資格を受験している。また単に資格を取得するだけでなく、その合格実績を認定する「全国ジュニアマイスター顕彰制度」や埼玉県知事により表彰される「専門資格等取得表彰制度」を目標としている生徒もおり、2001年度には「ジュニアマイスター顕彰」で全国1位に輝いている。平成25年度第二種電気工事士全国高校生・高専生合格者ランキングでは、合格者数90人で11位となっている。また「技術顕彰」の表彰者は最多時で126名で、県内工業高校の中でトップである。資格の中には難易度の高いものもあるが、担当の職員が放課後や夏休み中に補習等を行い成果を上げている。

## 取得可能な資格
- ボイラー技士（2級）
- ガス溶接 技能講習
- アーク溶接 特別教育
- 計算技術検定（1 - 4級）
- 機械製図検定
- 建築施工管理技術者検定（2級）
- 福祉住環境コーディネーター検定（3級）
- 建築CAD検定（3級）
- 技能検定（3級）普通旋盤作業・建築大工・とび工
- 電気工事士（第1・2種）
- 電気主任技術者（第3種）
- 電気通信設備工事担任者（DD第3種）
- 消防設備士（甲種・乙種）
- 危険物取扱者（乙種全類）
- ITパスポート
- その他

## 部活動・同好会
部活動への加入は強制しておらず、自由参加であるが非常に多くの生徒が部活動に加入している。
- 野球部
- 陸上競技部：３年間連続関東大会（11 - 13年度）
- 剣道部
- 柔道部：関東大会出場７回（男子団体戦：1983年・2011年・2015年・2018年・2019年　男子個人戦：2010年　女子個人戦：2016年）
- 空手道部
- バドミントン部
- バレーボール部
- 卓球部
- バスケットボール部
- ハンドボール部
- サッカー部
- ソフトテニス部
- スキー部
- 機械研究部本田宗一郎杯Hondaエコノパワー燃費競技全国大会（燃費を競う大会）に毎年出場
- 電気研究部：全日本ロボットコンテスト出場ベスト16（2004年度）・高校生ロボットアメリカンフットボール大会 全国大会出場（2014年度）
- 情報処理部
- ワンダーフォーゲル部：2008年度全国高等学校総合体育大会（埼玉大会）強化指定
- 美術部
- 囲碁将棋部
- 科学部
- 建築研究部
- 写真部
- 軽音楽部
- 模型同好会
- 映画研究会
- マンガ

## 著名な出身者
- 臼井儀人（漫画家）
- 山崎弘也（アンタッチャブル）
- 大塚淳弘（読売ジャイアンツ球団副代表）
- 高柳出己（野球)
- 古川慎一（野球)
- 日里正義（野球）
- 西村勝（競艇）